# Amaurobius tristis
Amaurobius tristis är en spindelart som beskrevs av Ludwig Carl Christian Koch 1875. Amaurobius tristis ingår i släktet Amaurobius och familjen mörkerspindlar.
Artens utbredningsområde är Etiopien. Inga underarter finns listade i Catalogue of Life.